# Ken Rosenberg
Ken Rosenberg is een personage in de videospellen San Andreas en Vice City, uit de reeks Grand Theft Auto.
Ken Rosenberg is een advocaat met twijfelachtige kwaliteiten. Hij had veel moeite met zijn studie vanwege zijn drugsverslaving en heeft zijn slagen waarschijnlijk dan ook te danken aan omkoping of vervalsing. In 1984 zet hij zijn advocatenbureau "K. Rosenberg & Co." in Vice City op. Rosenberg wordt ervan verdacht juryleden om te kopen of te bedreigen, om zo zijn zaken te winnen. Hij raakt in contact met de maffiafamilie Forelli, voor wie hij rechtszaken in hun voordeel regelt. Door alle problemen waar hij in terecht is gekomen is hij behoorlijk paranoïde geworden en vreest hij regelmatig voor zijn leven. Bovendien wordt hij door anderen zelden serieus genomen.

## GTA Vice City
In 1986 geeft Sonny Forelli Rosenberg de opdracht de drugsdeal van Tommy te regelen. Hierbij roept hij de hulp van Colonel Cortez in, die connecties heeft in allerlei illegale zaken in Vice City.
Wanneer ze tijdens de deal in een hinderlaag lopen, zitten Tommy en Rosenberg in hetzelfde schuitje en proberen ze samen onder de woede van Sonny Forelli uit te komen. Ken vervult hierin vooral een bijrol. Nadat er eindelijk afgerekend is met de Forelli's en Tommy een machtige positie in de onderwereld van Vice City heeft behaald, lijkt het erop dat Tommy samen met Ken een veelbelovende tijd in Vice City tegemoetzien.
Zes jaar later blijkt echter dat Ken Rosenberg weer in problemen kwam door zijn drugsverslaving en zich daarom aanmeldde bij een afkick-kliniek in San Andreas. Hij raakt zijn verslaving kwijt, maar ook zijn vergunning als advocaat. Als hij Tommy Vercetti belt, blijkt dat Tommy hem niet te woord wil staan.
Salvatore Leone hoort dat Rosenberg op zoek naar werk is en huurt hem in als neutrale partij in de samenwerking tussen de Leone en Sindacco Familie in Caligula's Palace. Door de hopeloze problemen die hieruit voortkomen raakt hij weer aan de drugs. Met de hulp van CJ weet hij echter onder Salvatores woede vandaan te komen, en vlucht samen met Kent Paul en Maccer naar Los Santos. Daar wordt hij een van de producers van de rapper Madd Dogg, maar uiteindelijk sterft hij in het verhaal Liberty city stories.